# 韩新安
韩新安（1963年—），男，中华人民共和国音乐学家，中国音乐家协会分党组书记，驻会副主席，秘书长，第十三届全国政协委员。